# 曼里烏斯
曼里烏斯 是紐約州雪城市奧農達加縣東部的一個小鎮。在2010年人口普查人口是32370，是雪城市第三大郊區。 2005年，該鎮被評為「＃98 CNN Money最好的地方」名單。
曼里烏斯鎮包含一個村莊也叫曼里烏斯。